# فريدريك إي. ودبريدغ
فريدريك إي. ودبريدغ هو محامي وسياسي أمريكي، ولد في 29 أغسطس 1818 في فيرغينيس في الولايات المتحدة، وتوفي بنفس المكان في 25 أبريل 1888. نشط حزبياً في الحزب الجمهوري. وقد انتخب عضو مجلس نواب فيرمونت ‏ وانتخب عضو مجلس النواب الأمريكي ‏.